# Реншолл (Міннесота)
Реншолл (англ. Wrenshall) — місто (англ. city) в США, в окрузі Карлтон штату Міннесота. Населення — 428 осіб (2020).

## Географія
Реншолл розташований за координатами 46°37′18″ пн. ш. 92°23′3″ зх. д. / 46.62167° пн. ш. 92.38417° зх. д. (46.621694, -92.384060).  За даними Бюро перепису населення США в 2010 році місто мало площу 3,89 км², уся площа — суходіл.

## Демографія
Згідно з переписом 2010 року, у місті мешкало 399 осіб у 154 домогосподарствах у складі 114 родин. Густота населення становила 103 особи/км².  Було 160 помешкань (41/км²).
Расовий склад населення:
| - 96,0 % — білих - 1,8 % — корінних американців |

До двох чи більше рас належало 2,3 %. Частка іспаномовних становила 0,0 % від усіх жителів.
За віковим діапазоном населення розподілялося таким чином: 25,1 % — особи молодші 18 років, 60,4 % — особи у віці 18—64 років, 14,5 % — особи у віці 65 років та старші. Медіана віку мешканця становила 43,5 року. На 100 осіб жіночої статі у місті припадало 95,6 чоловіків;  на 100 жінок у віці від 18 років та старших — 90,4 чоловіків також старших 18 років.
Середній дохід на одне домашнє господарство  становив 62 136 доларів США (медіана — 55 938), а середній дохід на одну сім'ю — 67 747 доларів (медіана — 66 000). За межею бідності перебувало 12,7 % осіб, у тому числі 20,2 % дітей у віці до 18 років та 10,0 % осіб у віці 65 років та старших.
Цивільне працевлаштоване населення становило 212 особи. Основні галузі зайнятості: освіта, охорона здоров'я та соціальна допомога — 31,6 %, роздрібна торгівля — 14,6 %, виробництво — 14,2 %.